# Боб на Зимским олимпијским играма 2014 — четворосед за мушкарце
Такмичења у мушком бобу четвороседу на Зимским олимпијским играма 2014. у Сочију одржат ће се 22. и 23. фебруара 2014. на леденој стази Санки у близини Краснаје Пољане.
На такмичењу учествује 30 екипа, а победник ће бити познат након четири трке. 

## Освајачи медаља
|  | Резултат |  | Резултат |  | Резултат |
|  |          |  |          |  |          |
|  |          |  |          |  |          |

## Учесници
На такмичењу учествује укупно 30 екипа: